# Kandanakolli, Somvarpet
Kandanakolli là một làng thuộc tehsil Somvarpet, huyện Kodagu, bang Karnataka, Ấn Độ.